# Henry Corbin
Henry Corbin (n. 14 aprilie 1903, Paris, Île-de-France, Franța – d. 7 octombrie 1978, Paris, Île-de-France, Franța) a fost un orientalist de origine franceză, filozof, traducător, un cercetător la fel de important precum Ernest Renan sau James Frazer. 
Rolul lui Corbin este acela de a fi contribuit la înțelegerea școlilor filosofice ale șiismului iranian prin intermediul inițierii studiilor dedicate teosofiei orientale, contribuind astfel la decriptarea textelor islamice cu nuanțe sufite.

## Biografie
Henry Corbin a studiat la Sorbona Literele și Filosofia, la Ecole des Hautes Etudes, la Secția de Științe religioase și la Ecole des Langues Orientales, alături de prietenul său Georges Vajda. A fost bibliotecar la Biblioteca Națională a Franței până în 1939, unde a fost chemat în calitate de orientalist. În 1939 a fost trimis de Julien Cain- pe atunci administrator al Bibliotecii Naționale, la Istanbul în calitate de atașat al Institutul Francez, unde a fost însoțit de soția sa Stella Corbin. Printre mentorii săi s-au numărat Étienne Gilson și Louis Massignon. Acesta din urmă a văzut în el un succesor la postul de director al Ecole des Hautes Etudes și l-a ajutat să-și găsească direcția de cercetare după ce l-a familiarizat cu lucrarea Ḥikmat al-´išrāq a lui Sohrawardi. În  1945 ajunge în Iran, „ținutul său spiritual”- așa cum îl numește Seyyed Hossein Nasr, unde va fi repartizat pentru a organiza Departamentul de Iranologie al Institutului Franco-Iranian din Teheran. 	
Un aspect interesant al vieții sale de cercetător pe care Mircea Eliade l-a amintit este modalitatea în care Corbin își planifica programul dedicat studiului în funcție de anotimpuri: iarna și primăvara preda la Ecole des Hautes Etudes din Paris, vara era rezervată atât scrisului propriilor lucrări cât și prelegerilor anuale Eranos pe care le ținea în mod regulat la Ascona, iar toamna era dedicată studiului personal în Teheran.
Primul curs de la Ecole des Hautes Etudes abordează lucrarea lui Sohrawardi, Talwīhāt. Fundația Eranos, condusă pe atunci de Olga Fröbe-Kapteyn, îl invită să participe la o serie de conferințe ce se vor desfășura între anii 1950 și 1977. La Ascona i-a cunoscut pe Mircea Eliade, Adolf Portman, Carl Gustav Jung, Gilbert Durand și Toshihiko Isutzu.

## Opera
Opera lui Corbin poate fi clasificată în trei perioade. Prima perioadă, cuprinsă între anii 1933 și 1939, este reprezentată de creația din tinerețe. A doua perioadă este marcată de publicarea marilor cărți despre cunoașterea vizionară, iar ultima perioadă este delimitată de publicarea lucrării „En Islam iranien” (En islam iranien: aspects spirituels et philosophiques (vol. I și II, 1971; vol. III și IV, 1973), rezultatul întregii activități de cercetare. Din prima categorie pot fi amintite lucrări precum Karl Barth, La Théologie dialectique et l´histoire, care confirmă preocupările sale teologice. Tot în această perioadă Corbin acordă o atenție deosebită lui Johann Georg Hamann, liderul renașterii religioase din Germania în secolul XVIII, prin traducerea lucrării Asthetica in nuce. Totodată este primul care traduce și publică în franceză lucrarea ,,Was ist Metaphysik?,, (Heidegger, Martin. Qu´est-ce que la métaphysique? ), apărută în 1938 la Gallimard. În 1945 publică primul volum din Opera metaphysica et mystica ce aparține lui SohrawardĪ, în volumul XVI al colecției Bibliotheca Islamica, urmând ca volumul al doilea să îl publice în anul 1952 la Teheran.

### Lucrări de referință
- Corbin, Henry. 1971. L’ Archange empourpré. Paris:
- Corbin, Henry. 1964. Histoire de la philosophie islamique. colecția « Idées ». Paris: Éditions Gallimard
- Corbin, Henry. 1972. En islam iranien: aspects spirituels et philosophiques. 4 vol. Mesnil-sur-l'Éstrée: Gallimard
- Corbin, Henry. 1999. Avicenne et le récit visionnaire. Paris: Verdier.
- Corbin, Henry. 2003. L'Imam caché. Paris: L'Herne.
- Corbin, Henry. 1981. Le Paradoxe du monothéisme. Paris: l'Herne. ( reeditare în 2000 )
- Corbin, Henry. 1982. Temps cyclique et gnose ismaélienne. Paris: Berg International.
- Corbin, Henry. 1983. Face de Dieu, face de l'homme. Paris: Flammarion
- Corbin, Henry. 1986. L'Alchimie comme art hiératique. Paris: L'Herne
- Corbin, Henry. 1979. Philosophie iranienne et philosophie comparée. Paris: Buchet/Chastel.
- Corbin, Henry. 1979. Corps spirituel et Terre céleste: de l'Iran mazdéen à l'Iran shî'ite. Paris: Buchet/Chastel.
- Corbin, Henry. 1977. L'Imagination créatrice dans le soufisme d'Ibn'Arabî. Paris: Flammarion.
- Corbin, Henry. 1981.Temple et Contemplation. Paris: Flammarion.
- Corbin, Henry. 1971. L'Homme de lumière dans le soufisme iranien. Paris: Éditions « Présence ».
- Corbin, Henry. 1991. Le Jasmin des fidèles d'amour, par Rûzbehân. ( traducere din persană Henry Corbin). Paris: Éditions Verdier, Lagrasse .
- Corbin, Henry. 2003. L'Homme et son ange. Initiation et chevalerie spirituelle. Paris: Fayard

## Mundus imaginalis
Influențat de filosofia lui Ernst Cassirer, la ale cărui cursuri participă la Hamburg, Corbin elaborează ideea de mundus imaginalis. Filosofia lui Henry Corbin pornește de la principiul refuzului oricărei filosofii a istoriei și refugiului într-o viziune mistică, unde sensul istoriei devine dependent de o  metaistorie și unde vizionarul se regăsește într-o experiență gnostică în urma căreia dobândește renașterea spirituală. Pentru autor imaginalis trimite la ideea de utopic, ceva ce este exterior ființei și existenței, cu alte cuvinte noțiunea este echivalentă unui aspect care contrastează cu o ordine a realității.  În persană strucutura mundus imaginalis este redată prin  Nā-Kojā-Abād( „ținutul de nicăieri”) un loc marcat de ideea utopiei și necunoscut occidentalului, marcat de reflexul agnostic.

### Conștiința imaginativă
Prezența omului în lume determină posibilitatea spațializării unei alte lumi din jurul său. Aici intervine aclimatizarea individului la lumea sa prin intermediul celor patru puncte cardinale, în funcție de care este clasificată conștiința prin simboluri ale: nordului, sudului, estului și vestului, dominate de lumină și de natura perfectă. Conștiința imaginativă este conturată de Corbin în urma cercetărilor bazate pe studiul direct al textelor și al utilizării vocabularului tehnic. El se bazează în același timp pe direcția restrictivă a filosofiei occidentale, oficiale așa cum el o numește, care admite doar două surse de cunoaștere: percepția sensibilă, care furnizează datele empirice și lumea legilor care le ghidează. Există mai multe trepte ale conștiinței: lumea fenomenului (molk), lumea suprasensibilă a sufletului sau a sufletului îngerilor ( malakūt ) în care se află ținuturile utopice, și lumea inteligenței pure specifică arhanghelilor.  Într-o treaptă intermediară acestora se găsesc: ʻālam al-miṯāl ( lumea imaginii ). și al-ʻālam al-ḥissiyy ( lumea sensibilă), lumi în care se proiectează o serie de forme  specifice care dau naștere conștiinței imaginative. Dintre aceste forme amintim:  formele inteligibile (ṣuwar aqliyy), formele imaginale (ṣuwar miṯāliyy) și formele sensibile (ṣuwar ḥissī) .

### Imaginația cognitivă
Grație facultății cognitive, imaginația- o parte a lumii imaginale, secretă de fapt imaginarul, cu alte cuvinte irealul, miticul, miraculosul, ficțiunea. Pornind de la filosofia luminii în care îngerul este dublul celest al sufletului terestru, iar calitatea lui este aceea că transcende propria individualitate, și abordând teoria imaginației active inițiată de Mollā Sadrā Shiīrāzī ( 1571-1640), Corbin interpretează imaginația ca fiind o facultate transcendentă, care face ca lumea imaginală să fie o realitate transfigurată și care subjugă corpul imaginal ( jism miṯālī), acesta cunoscând la rândul său realitățile create de Dumnezeu, în urma inițierii sufletului.

## Hermeneutică și gândire ezoterică
Hermeneutica Cărții este de fapt o teorie care se referă la situația specifică a șiismului definit printr-o serie de fapte spirituale care stau la baza tuturor comunităților care își ghidează existența după înțelepciunea Cărții ( ahl al-kitāb ) ( Corbin, 1971: 136). Ceea ce Corbin teoretizează este de fapt o hermeneutică spirituală comparată a cărei rezultat în urma analizei tuturor religiilor ar fi cunoașterea unui Domus Sapientiae. Această perspectivă indică de fapt ierarhii de semnificație care corespund rezonanțelor cuvântului divin în diferite sfere ale universului. Corbin mai punctează faptul că hermeutica spirituală ajuge să se manifeste mai mult în formațiunile creștine decât în cele musulmane, acest fenomen fiind influențat de prezența instituțională a Bisericii, ce favorizează de fapt sensul literal și pe cel istoric. Având în vedere acest context  particularitatea esoterismului șiit rezultă din ocultarea imamului ascuns dând naștere unei dimensio mystica.

### Javān mardî
Noțiunea  de javān mardī recurentă în textele mistice și adaptată de Corbin cu sensul de „cavalerie spirituală”, stă la baza spiritualității mistice persane și este echivalentul noțiunii de futuwaat din arabă. Termenul arab fatā are drept echivalent persan termenul de javān. Mard-e javān înseamnă „tânăr” dacă avem în vedere aspectul fizic, dar dacă luăm în considerare sensul tehnic, din punct de vedere al misticii, cuvântul desemnează o tinerețe asupra căreia timpul nu și-a spus cuvântul, căci ea este de fapt o recucerire a timpului. Astfel neofitul care a parcurs drumul inițiatic și în consecință s-a eliberat de patimile sufletului, ajunge în starea de ( manzala-ye javānī). Javān mard ( arabul fatā ) este în consecință cel care a ajuns la un stadiu de perfecțiune umană și cel în care s-au reunit forțele interioare ale spiritului ( quwwatha-ye ma´nawī), iar javān mardī (ar. futuwaat) este dominația victorioasă a Luminii inițiale a omului (nūr-e fitrat-e insānī ) asupra tenebrelor sufletului.

### Spiritualitatea șiită
Adevărata cale a misticului este de fapt o circularitate manifestată în trăirea spirituală și anume trecerea de la Verbul divin (kalām al-ḫāliq) la verbul uman (kalām al-adamīyīn), apoi reîntoarcerea de la verbul uman la spirit care reprezintă viața. Cu toate acestea etica ismailită menționează un principiu imperativ necesar pentru dobândirea adevărate inițieri și anume transmiterea cunoașterii dobândite unui discipol aflat în căutarea procesului de renaștere spirituală, la rândul ei principiul salvator de la moartea spirituală și închistarea în lumea prezentă. Moartea, sau „exitus fizic” așa cum îl numește autorul, este momentul în care omul devine conștient de faptul că a fost permanent în ceata îngerilor - chiar și în momentul în care se afla în corpul material. Totuși în momentul în care individul nu cunoaște ipostaza de javanmardī, se regăsește în ipostaza unei morți spirituale și implicit în imposibilitatea de a părăsi lumea prezentă. Așadar inițierea asigură în ismailism intrarea într-un paradis potențial ( jinnat fi’l qowat). Un alt aspect important în spiritualitatea interpretată de Corbin este imam-ul ( fără de care, Coranul ar fi doar un imam tăcut ( ṣāmit )), un imam care are rolul maestrului hermeneuticii ( ṣāḥib al-tā´wīl).

## Conștiința istorică și conștiința gnostică
Conștiința eliberată de istoricitatea materială acceptă hermeneutica profetică ce depășește istoria reală și transcende orice sferă a universului. Corbin semnalează o dualitate prezentă în cele două conștiințe: un adevăr istoric și unul profetic, un sens istoric și unul profetic, un caracter istoric al evenimentelor metaistorice și o interiozare a evenimentelor exterioare. Acestora li se adaugă un timp cosmic continuu, cantitativ și uniform, un timp exterior măsurat prin mișcarea astrelor, un timp psiho-spiritual interior, un timp propriu evenimentelor sufletești, un timp pur calitativ și un timp discontinuu.
Aceste clasificări sunt de fapt scheme de filosofie a religiei adaptate hermeneuticii islamului care au la bază corespondența universală dintre Deus revelatus și Deus absconditus. Ceea ce dorește să demonstreze Corbin este că religiile monoteiste nu sunt în conflict decât în sensul lor exoteric. Istoria filosofiei islamice propusă de Corbin este mai mult o corespondență de forme decât o istorie, o corespondență în care preeminența profetologiei determină sensul esoteric. Toate ideile sale sunt un amestec de neoplatonism, profetologie, cristologie docetistă, imamologie, iudaism, islam și creștinism gnostic. Așadar gnoza este mai mult decât un act de cunoaștere, este un act inițiatic destinat adeptului care trebuie să parcurgă anumite trepte pentru a depăși stadiul de neofit și a renaște din punct de vedere spiritual, trepte reprezentate de cunoașterea esoterică ( ʻilm al-bātin) sau de cunoașterea adevărului (ʻilm al-ḥaqīqa ).